# Erina
Erina（えりな、1987年1月7日 - ）は、東京都出身の元女優、元タレント、元グラビアアイドル、元歌手。MSエンタテインメントに所属していた。

## 略歴・人物
2006年、アイドルユニット桜（もも）mint's（のちに活動休止）のメンバーとして活動。
タレントとしてのテレビ出演時は、天真爛漫なトークで周囲をハラハラさせることもあるという。
趣味は、衝動買い・映画・読書。特技は、スキー、華道。
2017年8月、芸能界引退。

## 出演

### 映画
- クローズZERO（2007年10月、三池崇史監督、東宝） - 由宇 役
- 未来予想図 〜ア・イ・シ・テ・ルのサイン〜（2007年10月、蝶野博監督、松竹） - 受付嬢 役
- 口裂け女2 （2008年3月、寺内康太郎監督、トルネードフィルム） - 山本かおる 役
- 花より男子ファイナル（2008年6月、石井康晴監督、東宝） - 八神愛美 役
- 那須少年記（2008年10月、初山恭洋監督、シネマとうほく） - アキラの姉 役
- カンナさん大成功です!（2009年1月、井上晃一監督） - 女子社員 役
- オンナゴコロ（2009年3月、松田礼人監督、Breath） -  ユウキ 役
- 今度の日曜日に（2009年4月、けんもち聡監督、ディーライツ） - 麻衣 役
- 重力ピエロ（2009年5月、森淳一監督） - 県会議員の娘 役
- 吸血少女対少女フランケン（2009年8月）
- Abed〜二十歳の恋 第1話「なつめ」（公開延期、監督：木村有理子、ピース・インターナショナル） - 棗（なつめ）

### オリジナルビデオ
- ファミリーレストラン（2006年12月22日、金子大志監督、トライネットエンタテインメント） - 麻奈 役
- リアル肝試し（2008年9月19日、山田雅史監督、エースデュースエンタテインメント） - ケイ 役
- ほんとうにあった怖い話第十二夜「古着」（2008年10月3日、山田雅史監督、ブロードウェイ） - 菊江 役
- ぎゃるVSヤン女-紅の決闘-（2011年5月27日、アムモ）

### バラエティ
- 今夜もドル箱!!　（2008年7月 - 2011年3月29日、テレビ東京）
- 矢部美穂のオンナの蜜談（MONDO21）
- 嬢織〜知りたgirly〜　（2009年4月 -、テレビ朝日）
- ペロリ カレーの旅　#1 - #4（2009年8月 - 9月、スカパーEXエンターテインメント）
- ホンマでっか!?TV（2009年11月、フジテレビ）ゲスト
- ダウンタウンDX（2010年4月15日、読売テレビ）
- さまぁ〜ずのヤリタ☆ガ〜リ〜（2011年8月4日、TBS）
- オールスター感謝祭2011秋（2011年10月1日、TBS）
  - 総合成績　126位 14問 1:31.44
- レコ☆Hits!(2011年10月19日、日本テレビ）ゲストのBENIの再現ドラマにて、紅役
- ハシゴマン（2011年11月3日、TOKYO MX）第4回ゲスト（祐天寺編ハシゴガール）

### テレビドラマ
- 24時間あたためますか?〜疾風怒涛コンビニ伝〜（2008年3月15日、日本テレビ）
- 東京ゴースト・トリップ（2008年4月 - 6月、東京MXテレビほか）- レイカ 役
- パンダが町にやってくる（2008年11月 - 12月、毎日放送）
- 執事喫茶にお帰りなさいませ（2009年3月18日、毎日放送） - 美紅 役
- トミカヒーロー レスキューファイアー（2009年8月29日、テレビ東京ほか） - サヤカ 役
- 警視庁失踪人捜査課 第4話（2010年5月7日、テレビ朝日） - 萩原順子 役
- 土曜プレミアム特別企画スペシャルドラマ「ストロベリーナイト」（2010年11月13日、フジテレビ）
- ハンチョウ〜神南署安積班〜 シリーズ4 〜正義の代償〜 第6話（2011年5月16日、TBS） - 城戸綾香 役
- グッドパートナー 無敵の弁護士（2016年） - 井上憂美 役
- 日曜ワイド 「京都南署鑑識ファイル11」（2017年） ‐ 田中理緒 役

### ラジオ番組
- 劇団サンバカーニバル（2011年4月 - 9月 FM-FUJI）

### その他
- レーシングネット番組ナビゲーター（グリーンチャンネル、2010年2月 - ）

### 舞台
- Rhythm2（2006年）

### ネット配信
- あっ!とおどろく放送局 宇宙一せまい授業!（2007年9月30日、2008年7月13日）
- あっ!とおどろく放送局 沙耶香とErinaのNo Idol! No Life!（2006年10月 - 2011年3月31日、加藤沙耶香と一緒に出演）

## DVD
- mi piace 〜ミ・ピアーチェ〜（2006年、シャテン）
- Erina vs 小田あさ美 Dear Peach（2007年、クエストラ）
- E-dream（2007年、ビーエム・ドット・スリー）
- ラブレター（2008年、エアーコントロール）

## 写真集
- ヒトツダケ…（2008年3月、彩文館出版、撮影：細井智燿）ISBN 978-4775602959